# 幾世橋村
幾世橋村（きよはしむら）は、1953年まで福島県浜通りに存在していた村。1896年以前は標葉郡、1896年以後は双葉郡に属した。現在の浪江町北東部にあたる。

## 地理
- 河川：請戸川

## 歴史
もとは泉田村と称していたが、宝永7年（1710年）に村内の北原御殿にて隠居していた中村藩第5代藩主・相馬昌胤が、和歌の師である中院通茂から贈られた「跡たえし ながらもあるを 幾世橋 いくよかわらず ふり残るらむ」という歌にちなんで幾世橋村へと改名した。

### 沿革
- 明治22年（1889年）4月1日 - 町村制施行にともない、北幾世橋村・南幾世橋村・棚塩村の計3か村が合併して新制の標葉郡幾世橋村が発足。
- 明治29年（1896年）4月1日 - 標葉郡と楢葉郡が合併して双葉郡が発足。双葉郡幾世橋村となる。
- 昭和28年（1953年）10月10日 - 浪江町・請戸村と合併し、新制の浪江町となる。

## 行政
- 歴代村長

| 代 | 氏名       | 就任                       | 退任                       | 備考 |
| -- | ---------- | -------------------------- | -------------------------- | ---- |
| 1  | 紺野芳綱   | 明治22年（1889年）7月6日   | 明治26年（1893年）7月5日   |      |
| 2  | 渡辺長綱   | 明治26年（1893年）7月6日   | 明治42年（1909年）7月5日   |      |
| 3  | 志賀孝蔵   | 明治42年（1909年）7月22日  | 大正2年（1913年）7月21日   |      |
| 4  | 佐藤清蔵   | 大正2年（1913年）8月28日   | 大正8年（1919年）8月30日   |      |
| 5  | 紺野芳綱   | 大正8年（1919年）10月30日  | 大正11年（1922年）1月18日  | 再任 |
| 6  | 高木久五郎 | 大正11年（1912年）12月27日 | 昭和元年（1926年）12月28日 |      |
| 7  | 志賀一郎   | 昭和2年（1927年）5月18日   | 昭和21年（1946年）11月29日 |      |
| 8  | 坂本亀治   | 昭和22年（1947年）4月5日   | 昭和26年（1951年）4月5日   |      |
| 9  | 横山仁作   | 昭和26年（1951年）4月23日  | 昭和28年（1953年）10月9日  |      |

## 教育
- 幾世橋村立幾世橋小学校
- 幾世橋村立幾世橋中学校